# Collinsville (Illinois)
Collinsville es una ciudad ubicada en el condado de Madison en el estado estadounidense de Illinois. En el Censo de 2010 tenía una población de 25579 habitantes y una densidad poblacional de 663,98 personas por km².

## Geografía
Collinsville se encuentra ubicada en las coordenadas 38°40′37″N 90°0′21″O / 38.67694, -90.00583. Según la Oficina del Censo de los Estados Unidos, Collinsville tiene una superficie total de 38.52 km², de la cual 38.02 km² corresponden a tierra firme y (1.3%) 0.5 km² es agua.

## Demografía
Según el censo de 2010, había 25579 personas residiendo en Collinsville. La densidad de población era de 663,98 hab./km². De los 25579 habitantes, Collinsville estaba compuesto por el 85.34% blancos, el 10.04% eran afroamericanos, el 0.23% eran amerindios, el 0.77% eran asiáticos, el 0.05% eran isleños del Pacífico, el 1.36% eran de otras razas y el 2.22% pertenecían a dos o más razas. Del total de la población el 4.35% eran hispanos o latinos de cualquier raza.